# Georg Müller
Georg Müller (Volkesfeld, 7 giugno 1951 – Münster, 25 ottobre 2015) è stato un vescovo cattolico tedesco.

## Biografia
Monsignor Georg Müller nacque a Volkesfeld il 7 giugno 1951.

### Formazione e ministero sacerdotale
Dal 1963 al 1971 studiò al collegio Johannes-Gymnasium di Lahnstein. Nel 1971 entrò nella comunità della Congregazione dei Sacri Cuori di Simpelveld. L'anno successivo fece la sua prima professione e iniziò a studiare teologia e filosofia all'Università di Münster.
Il 18 marzo 1978 fu ordinato presbitero a Simpelveld dal prelato di Trondheim Gerhard Schwenzer. Nel 1981 il suo ordine lo inviò in Norvegia. Lì fu segretario generale della Conferenza episcopale della Scandinavia dal 1983 al 1988, vicario generale della prelatura territoriale di Trondheim dal 1984 al 1988 e parroco della cattedrale di Sant'Olav a Trondheim dal 1987 al 1994. Il 9 febbraio 1988 venne nominato amministratore apostolico di Trondheim.

### Ministero episcopale
Il 2 giugno 1997 papa Giovanni Paolo II lo nominò prelato di Trondheim. Ricevette l'ordinazione episcopale il 28 luglio successivo dal cardinale Edward Idris Cassidy, presidente del Pontificio consiglio per la promozione dell'unità dei cristiani, coconsacranti il vescovo di Oslo Gerhard Schwenzer e quello di Helsinki Paul Verschuren. Come motto episcopale sclese l'espressione "Caritas Dei in cordibus nostris" (l'amore di Dio nei nostri cuori).
Guidò la prelatura in un periodo di forte crescita. Grazie agli immigrati e ai rifugiati nel paese il numero dei cattolici aumentò considerevolmente. Una forte preoccupazione per monsignor Müller fu quindi quella di assicurare adeguata cura spirituale ai numerosi fedeli. A causa della mancanza di vocazioni tuttavia, chiusero diverse comunità di religiosi missionari nel paese. Si adoperò quindi per aprire comunità religiose femminili. Furono creati i conventi delle Suore brigidine a Trondheim, delle monache cistercensi a Tautra e delle Serve della Santissima Trinità e dei poveri a Molde. Iniziò a lavorare anche per la creazione di una comunità di monaci cistercensi francesi a Munkeby.
L'8 giugno 2009 papa Benedetto XVI accettò la sua rinuncia al governo pastorale della prelatura. Il 15 dello stesso mese si trasferì nella casa generalizia delle Suore brigidine a Roma. Come ragioni per le sue dimissioni chiamò in causa il nunzio apostolico Emil Paul Tscherrig, l'insoddisfazione e i contrasti con il coro della chiesa locale, lo scioglimento delle Caritas e altri aspetti della vita della comunità di Trondheim.
Il 7 aprile 2010 NRK TV e il quotidiano Adresseavisen riportarono la notizia che il reale motivo delle dimissioni di monsignor Müller era da ricercarsi in un episodio di abuso sessuale su un minore commesso vent'anni prima. La televisione pubblica norvegese aggiunse che la Chiesa cattolica aveva pagato alla vittima tra le 400 000 e le 500 000 corone norvegesi (tra 50 000 e 65 000 euro circa) a titolo di risarcimento danni. L'abuso venne commesso quando Müller era ancora un semplice prete ed era prescritto per la legge norvegese. NRK TV riferì anche che l'allora vescovo di Oslo Markus Bernt Eidsvig aveva riferito al Times di Londra che monsignor Müller scelse di dare immediatamente le dimissioni quando venne informato delle accuse che lo riguardavano. Secondo il quotidiano norvegese Adresseavisen la vittima era un chierichetto che mantenne il segreto per circa vent'anni. Fu la nunziatura apostolica a occuparsi dell'inchiesta. Questo fu il primo caso noto di abusi sessuali su minori commesso da un prete cattolico in Norvegia.
Lo stesso giorno il direttore della Sala stampa della Santa Sede padre Federico Lombardi pubblicò la versione ufficiale della Santa Sede sull'accaduto. Nella sua dichiarazione si legge che nel maggio del 2009 il vescovo presentò le dimissioni, che vennero tempestivamente accettate dal Santo Padre, e in giugno lasciò la diocesi. Si sottopose quindi a un periodo di terapia e non stava svolgendo più attività pastorale. Dal punto di vista delle leggi civili il caso era prescritto. La vittima, oggi maggiorenne, aveva fino ad allora sempre chiesto di rimanere anonima. Padre Lombardi confermò anche le informazioni date nel comunicato dell'amministratore apostolico di Trondheim Markus Bernt Eidsvig, circa monsignor Müller. Si confermò che la vicenda riguardava un caso di abuso sessuale su un minore dell'inizio degli anni '90 venuto a conoscenza delle autorità ecclesiastiche nel gennaio del 2009. La questione - assicurò ancora padre Lombardi - fu affrontata ed esaminata con rapidità tramite la nunziatura di Stoccolma per mandato della Congregazione per la dottrina della fede.
Dal dicembre del 2009 all'inizio di aprile del 2010 monsignor Müller fu ricoverato all'ospedale "San Francesco" di Harderberg per una terapia. Lo scopo di questa terapia rimase sconosciuto. Alcune fonti riportarono che in ospedale celebrava la messa pubblicamente nella cappella dell'ospedale. Il vescovo di Oslo e amministratore apostolico di Trondheim Markus Bernt Eidsvig lo ritenne inammissibile.
Come prelato emerito, monsignor Müller visse inizialmente nella casa generalizia delle Suore brigidine a Roma, poi in quella del suo ordine sempre a Roma e infine, dal 2012, nella comunità di Münster.
Gravemente malato, morì a Münster il 25 ottobre 2015 all'età di 64 anni. È sepolto nel cimitero di Werne.

## Genealogia episcopale
La genealogia episcopale è:
- Cardinale Scipione Rebiba
- Cardinale Giulio Antonio Santori
- Cardinale Girolamo Bernerio, O.P.
- Arcivescovo Galeazzo Sanvitale
- Cardinale Ludovico Ludovisi
- Cardinale Luigi Caetani
- Cardinale Ulderico Carpegna
- Cardinale Paluzzo Paluzzi Altieri degli Albertoni
- Papa Benedetto XIII
- Papa Benedetto XIV
- Papa Clemente XIII
- Cardinale Giovanni Francesco Albani
- Cardinale Carlo Rezzonico
- Cardinale Antonio Dugnani
- Arcivescovo Jean-Charles de Coucy
- Cardinale Gustave-Maximilien-Juste de Croÿ-Solre
- Vescovo Charles-Auguste-Marie-Joseph Forbin-Janson
- Cardinale François-Auguste-Ferdinand Donnet
- Vescovo Charles-Emile Freppel
- Cardinale Louis-Henri-Joseph Luçon
- Cardinale Charles-Henri-Joseph Binet
- Cardinale Maurice Feltin
- Cardinale Jean-Marie Villot
- Cardinale Edward Idris Cassidy
- Vescovo Georg Müller, SS.CC.